# It's On Again
It's On Again é uma música da cantora e compositora americana Alicia Keys, com a participação do rapper americano Kendrick Lamar. Foi escrita para o filme The Amazing Spider-Man 2 (em português: O Espetacular Homem-Aranha 2 - A Ameaça de Electro) por Keys, Lamar, Hans Zimmer e Pharrell Williams que também se encarregou da produção. Foi lançada em 31 de março de 2014 como o single principal da trilha sonora do filme.

## Videoclipe
O videoclipe de "It's On Again" foi lançado em 14 de abril de 2014 em seu canal oficial do Vevo/Youtube e foi dirigido por Rich Lee. O vídeo contém participações de Keys, Kendrick Lamar, Pharrell Williams e Hans Zimmer.

## Lançamento
Em 12 de março de 2014, a Columbia Records divulgou um comunicado à imprensa anunciando que "It's On Again" seria incluída na trilha sonora de The Amazing Spider-Man 2  e serviria como a música de encerramento do filme. O lançamento incluiu uma declaração do diretor Marc Webb, que descreveu o processo de seleção de "uma música que seria animada e emocionante, mas também continha uma nota de pressentimento" para servir como o tema de encerramento do filme e elogiou "It's On Again" "como a" nota final perfeita ". Keys também expressou sua empolgação ao trabalhar com Kendrick Lamar, o produtor Pharrell Williams e compositor de cinema Hans Zimmer. Em 31 de março, "It's On Again" foi enviada para a página oficial do SoundCloud de Keys e foi lançada nas rádios urban contemporânea nos Estados Unidos. No dia seguinte, foi lançado digitalmente como single. 

## Performances ao Vivo
Sua primeira performance ocorreu no programa The Tonight Show Starring Jimmy Fallon. A música também foi apresentada no show de estréia do filme em Nova York.

## Faixas e formatos
| Download Digital |                                      |         |  |
| N.º              | Título                               | Duração |  |
| 1.               | "It's On Again" (com Kendrick Lamar) | 3:49    |  |
| 2.               | "It's On Again" (Radio Edit)         | 3:14    |  |

## Desempenho nas tabelas musicais
| \| Tabela musical (2014) \| Melhor posição \| \| ---------------------------------------------------------- \| -------------- \| \| Alemanha (Official German Charts)[12] \| 95 \| \| Alemanha (Deutsche Black Charts)[13] \| 39 \| \| Austrália (ARIA Digital Track Chart)[14] \| 81 \| \| Bélgica (Airplay Chart top 50 de Flandres)[15] \| 16 \| \| Bélgica (Airplay Chart top 40 da Valônia)[16] \| 18 \| \| Bélgica (Belgium Urban) (Ultratop Flanders)[15] \| 30 \| \| Eslováquia (IFPI República Eslovaca)[17] \| 31 \| \| Estados Unidos (R&B/Hip-Hop Songs)[18] \| 49 \| \| Estados Unidos (Adult R&B Songs)[19] \| 18 \| \| França (Syndicat National de l'Édition Phonographique)[20] \| 62 \| \| Japão (Japan Hot 100)[21] \| 30 \| \| Reino Unido (Official Charts Company)[22] \| 30 \| \| Reino Unido (UK R&B Chart)[23] \| 7 \| |                |
| Tabela musical (2014) | Melhor posição |
| Alemanha (Official German Charts) | 95             |
| Alemanha (Deutsche Black Charts) | 39             |
| Austrália (ARIA Digital Track Chart) | 81             |
| Bélgica (Airplay Chart top 50 de Flandres) | 16             |
| Bélgica (Airplay Chart top 40 da Valônia) | 18             |
| Bélgica (Belgium Urban) (Ultratop Flanders) | 30             |
| Eslováquia (IFPI República Eslovaca) | 31             |
| Estados Unidos (R&B/Hip-Hop Songs) | 49             |
| Estados Unidos (Adult R&B Songs) | 18             |
| França (Syndicat National de l'Édition Phonographique) | 62             |
| Japão (Japan Hot 100) | 30             |
| Reino Unido (Official Charts Company) | 30             |
| Reino Unido (UK R&B Chart) | 7              |

## Histórico de lançamento
| País           | Data                | Formato                  | Gravadora   |
| -------------- | ------------------- | ------------------------ | ----------- |
| Estados Unidos | 31 de Março de 2014 | Urban contemporary radio | RCA Records |
| Estados Unidos | 1 de Abril de 2014  | Download digital         | RCA Records |
| Reino Unido    | 10 de Abril de 2014 | Urban contemporary radio | RCA Records |
| Itália         | 11 de Abril de 2014 | Top 40 radio             | Sony Music  |
| Estados Unidos | 15 de Abril de 2014 | Urban contemporary radio | RCA Records |